# Shai Maestro Trio
Albums de Shai Maestro
The Road To Ithaca
(2013)
Shai Maestro Trio est un album de Shai Maestro paru en 2012.

## Morceaux
1. Confession
2. Sleeping Giant
3. Brave Ones
4. Painting
5. Silent Voice
6. Angelo
7. Lethal Athlete
8. The Flying Shepherd
9. Kalimankou Denkou
10. One For AC

## Musiciens
- Shai Maestro, piano
- Jorge Roeder, contrebasse
- Ziv Ravitz, batterie